# 高雄都市圏
高雄都市圏（たかおとしけん）とは高雄市を中心に周囲の屏東県の屏東市と麟洛郷を含め、南台湾にする位置の都市圏である。総人口は300万人近くあり、台北都市圏と台中都市圏に次ぐ、台湾第三の都市圏である。

## 大学
- 国立中山大学  *指定研究大
- 国立高雄大学
- 国立高雄師範大学
- 高雄市立空中大学
- 国立高雄科技大学
- 国立高雄餐旅大学
- 高雄医学大学
- 義守大学
- 実践大学高雄キャンパス
- 文藻外語大学
- 樹徳科技大学
- 輔英科技大学
- 正修科技大学
- 高苑科技大学
- 東方設計大学

## 主な交通アクセス

### 空港
- 高雄国際空港

### 鉄道
- 台湾鉄路管理局
  - 高雄駅
- 台湾高速鉄路
  - 左営駅
- 高雄捷運